# Vybz Kartel
Adidja Azim Palmer (Portmore, 7 de enero de 1976), más conocido como Vybz Kartel, es un DJ de música dancehall jamaicano. Entre sus diversos apodos, se le conoce como Worl' Boss o Teacha. Como lo resume la revista Rolling Stone, «alcanzó el estatus de héroe popular en Jamaica con letras provocativas y una personalidad pública traviesa», y «pocos han cautivado a la audiencia [del dancehall], u ofendido la sensibilidad de sus detractores, de manera tan consistente y completa como Kartel». También se le atribuye la inspiración para el trabajo con influencias del dancehall de varios artistas occidentales, incluido Drake, quien ha citado a Kartel como una de sus "mayores inspiraciones".
Entre los sencillos de Kartel incluyen «Romping Shop» (2009), «Dancehall Hero» (2010) y «Summer Time» (2011). Ha colaborado con varios artistas de hip hop y R&B como Major Lazer, Rihanna, Missy Elliott y Alison Hinds.
En 2014, Kartel fue condenado a cadena perpetua por el asesinato de su socio Clive "Lizard" Williams. Kartel lanzó nueva música a pesar de su encarcelamiento, habiendo lanzado más de 50 canciones solo en 2016.  Su condena fue anulada en marzo de 2024 por el Comité Judicial del Consejo Privado del Reino Unido, que citó la mala conducta del jurado y declaró que el Tribunal de Apelaciones de Jamaica tenía que decidir si se celebraría un nuevo juicio.    El 31 de julio de 2024, Kartel fue liberado de prisión después de que el Tribunal de Apelaciones se negara a volver a juzgar el caso Williams.

## Discografía

### Álbumes
| Title                                                                 | Album details | Peak chart positions |
| Title                                                                 | Album details | US Reggae            |
| --------------------------------------------------------------------- | --- | -------------------- |
| Up 2 Di Time                                                          | - Lanzamiento: 28 de octubre de 2003 - Discográfica: Greensleeves - Formato: CD, digital                                                       | –                    |
| Timeless                                                              | - Lanzamiento: 23 de febrero de 2004 - Discográfica: Freedom Sounds - Formato: CD, digital download                                            |                      |
| More Up 2 Di Time                                                     | - Lanzamiento: 14 de septiembre de 2004 - Discográfica: Greensleeves - Formato: CD, digital download                                           | –                    |
| J.M.T.                                                                | - Lanzamiento: 15 de noviembre de 2005 - Discográfica: Greensleeves - Formato: CD, digital download                                            | –                    |
| The Teacher's Back                                                    | - Lanzamiento: 18 de noviembre de 2008 - Discográfica: JVC/Victor - Formato: CD, digital download                                              | –                    |
| Most Wanted                                                           | - Lanzamiento: 26 de mayo de 2009 - Discográfica: Greensleeves - Formato: CD, digital download                                                 | –                    |
| Pon Di Gaza 2.0                                                       | - Lanzamiento: 26 de febrero de 2010 - Discográfica: Adidjahiem/Notnice/Tad's - Formato: CD, digital download                                  | –                    |
| Kingston Story (with Dre Skull)                                       | - Lanzamiento: 14 de agosto de 2011 - Discográfica: Mixpak - Formato: CD, digital download, LP                                                 | 7                    |
| The Voice of the Jamaican Ghetto - Incarcerated But Not Silenced      | - Lanzamiento: 7 de julio de 2013 - Discográfica: Whirlwind - Formato: CD, digital download                                                    | 6                    |
| Kartel Forever: Trilogy                                               | - Lanzamiento: 15 de octubre de 2013 - Discográfica: Tad's Record Inc. - Formato: CD, digital download                                         | 11                   |
| Reggae Love Songs                                                     | - Lanzamiento: 3 de junio de 2014 - Discográfica: Tad's Record Inc. - Formato: CD, digital download                                            | -                    |
| Viking (Vybz Is King)                                                 | - Lanzamiento: 13 de enero de 2015 - Discográfica: TJ Records/Adidjahiem Records/21st Hapilos Digital Distribution - Formato: Digital download | 3                    |
| King of the Dancehall                                                 | - Lanzamiento: 10 de junio de 2016 - Discográfica: Adidjahiem Records/TJ Records/Zojak World Wide - Formato: CD, digital download              | -                    |
| Black & White                                                         | - Lanzamiento: 10 de marzo de 2017 - Discográfica: H2O Records - Jwonder 21                                                                    | -                    |
| Remember Me                                                           | - Lanzamiento: 7 de abril de 2017 - Discográfica: CR203 Records                                                                                | -                    |
| Vybz Kartel Selects Reggae Dancehall                                  | - Lanzamiento: 14 de abril de 2017 - Discográfica: PMI Jet Star                                                                                | -                    |
| Party                                                                 | - Lanzamiento: 19 de mayo de 2017 - Discográfica: Tad's Record Inc.                                                                            | -                    |
| Clarks: De Mixtape                                                    | - Lanzamiento: 3 de noviembre de 2017 - Discográfica: Tad's Record Inc.                                                                        | 2                    |
| To Tanesha                                                            | - Lanzamiento: 10 de enero de 2020 - Discográfica: Short Boss Musik/Vybz Kartel Muzik - Formato: Digital download                              | -                    |
| Of Dons & Divas                                                       | - Lanzamiento: 26 de junio de 2020 - Discográfica: Short Boss Muzik/Vybz Kartel Muzik - Formato: Digital download                              | -                    |
| X-Rated                                                               | - Lanzamiento: 19 de marzo de 2021 - Discográfica: Short Boss Muzik / Vybz Kartel Muzik                                                        | 6                    |
| Born Fi Dis (Prelude)                                                 | - Lanzamiento: 6 de agosto de 2021 - Discográfica: Aiko Pon Di Beat/Short Boss Musik/Vybz Kartel Muzik - Formato: Digital download             | -                    |
| Dancehall Generals                                                    | - Lanzamiento: 24 de marzo de 2023 - Discográfica: Reggae Library                                                                              | -                    |
| First Week Out                                                        | - Lanzamiento: 31 de julio de 2024 - Discográfica: 21st Hapilos Compilations                                                                   | -                    |
| "–" indicates album did not chart or was not released in the country. | |                      |

### Extended plays
- 2009: GAZA
- 2010: Raw - EP
- 2011: The Gaza Don
- 2011: Colouring Book
- 2012: Stronger We Get
- 2012: Amsterdam
- 2012: Mentally Free
- 2013: Time To Be Free
- 2021: X-Rated
- 2022: True Religion[19]
- 2023: Numb
- 2024: Party With Me

### Mixtapes
- 2024: First Week Out[20]